# Піски (Куп'янський район)
Піски́ — село в Україні, у Дворічанській селищній громаді Куп'янського району Харківської області. Населення становить 549 осіб. До 2020 орган місцевого самоврядування — Пісківська сільська рада.

## Географія
Село Піски знаходиться на лівому березі річки Оскіл, примикає до кордону з Росією, діє пункт пропуску Піски, вище за течією в річку Оскіл впадає річка Муравка і за 2 км розташоване с Логачівка (Росія).
Між селом і річкою Оскіл велике лиман озеро Біле, навколо села розташовані лісові масиви (сосна), поруч знаходиться залізнична станція Тополі.
Відстань до центру громади становить 29,6 км і проходить автошляхом місцевого значення та Р79.

## Історія
Біля села виявлено неолітичне поселення (4 тисячоліття до н. е.).
Село Піски засноване в 1720 році.
За даними на 1864 рік сказано, що «село Піски Куп'янського повіту, хутір козацький при колодязях, дворів 151, чоловіків 516, жінок 541. Населення російське». Жителі Пісків в основному займалися землеробством, тваринництвом, бджільництвом і рибальством, а також виробництвом смоли і дьогтю.
29 жовтня 1900 року в селі Піски була відкрита церква в честь Вознесіння Господнього. До наших днів церква не збереглася.
7 (20) листопада 1917 року, відповідно до.Третього Універсалу Української Центральної Ради, увійшло до складу Української Народної Республіки.
Радянська окупація встановлена в селі в січні 1918 року. Після становлення окупації було проведено насильницьку колективізацію.
В 1923 року село Піски адміністративно увійшло до Дворічанського району Куп'янського округу.
Під час організованого радянською владою Голодомору 1932—1933 років померло щонайменше 227 жителів села.
Село Піски звільнив 2 лютого 1943 року 6 гвардійський кавалерійський корпус генерал-лейтенанта С. В. Соколова. 199 жителів села було мобілізовано до лав радянської армії, 97 з них загинули, 155 — нагороджені бойовими орденами і медалями. У Пісках споруджений пам'ятник радянським воїнам, загиблим в боях за звільнення села від нацистів.
У 1963-1965 роках входило до складу Куп'янського району. 8 грудня 1965 Дворічанський район був відновлений і село увійшло до його складу.
В 1961 року з колгоспів організовано сільськогосподарське підприємство — радгосп «Топольський». У 80-х роках в радгоспі «Топольський» працювали 3 ферми: свинарська, молочно-товарна, птахівницька та комбікормовий завод. Був великий машинно-тракторний і комбайновий парк. Також було автотранспортне підприємство. Вирощувалися зернові культури. За першим відділенням радгоспу «Топольський», яке розміщувалося в селі Піски було закріплено 2226 га сільськогосподарських угідь, з них 1226 га орної землі. В даний час створені 4 фермерських господарства.
12 червня 2020 року, відповідно до Розпорядження Кабінету Міністрів України № 725-р «Про визначення адміністративних центрів та затвердження територій територіальних громад Харківської області», увійшло до складу Дворічанської селищної громади.
19 липня 2020 року, в результаті адміністративно — територіальної реформи та ліквідації Дворічанського району, село увійшло до складу Куп'янського району Харківської області.
Село тимчасово окуповане російськими військами 24 лютого 2022 року.

## Населення

### Мова
Розподіл населення за рідною мовою за даними перепису 2001 року:
| Мова       | Кількість | Відсоток |
| ---------- | --------- | -------- |
| російська  | 466       | 84.88 %  |
| українська | 83        | 15.12 %  |
| Усього     | 549       | 100 %    |

## Економіка
- В селі є молочно-товарна і птахо-товарна ферми.

## Об'єкти соціальної сфери
- Школа.
- Клуб.

## Транспорт
Село Піски — прикордонне. У селі діє пункт контролю через державний кордон з Росією Піски-Логачівка. Проходять — залізнична та автомобільна дороги Куп'янськ-Валуйки.

## Природа
На цій території знаходяться унікальні геологічні та природні ландшафти: крейдяні відслонення, які знаходяться вздовж річки Оскіл. З метою їх збереження Указом Президента України від 11 грудня 2009 року було створено національний природний парк «Дворічанський». Серед різноманіття природних комплексів національного парку можна виділити власне крейдяний степ, байрачні та заплавні діброви, чорнолісся і заплавні луки. Такі ландшафти являють собою гармонійну систему, в якій можна побачити багатство флори і фауни.
Найбільшу наукову та природоохоронну цінність національного парку являє смуга крейдових оголень і їх раритетна рослинність. Крейдяні гори є частиною великого крейдового масиву, який утворився на дні древнього моря в крейдяному періоді мезозою. Це так зване «крейдяне плече» Воронезького гранітного щита. На крейдяних схилах збереглися реліктові (ті, що залишилися з певних геологічних епох) і ендемічні (ті, що зустрічаються в невеликій кількості місць) рослини. Крім того, на території національного парку представлені цілинні степові ділянки, це природні території, кількість яких обмежена і скорочується. Тому парк став місцем проживання значної кількості рідкісних представників тваринного і рослинного світу. У перелік видів під охороною різного рівня занесений 81 вид рослин і 30 видів тварин парку. У Червону книгу України занесені 27 представників флори і 16 — фауни. Тваринний та рослинний світи різноманітні.

## Постаті
- Єремєєв Сергій Євгенійович (1999—2024) — молодший сержант НГУ, учасник російсько-української війни.